# Fletcher Magee
Fletcher Magee (Orlando, Florida; 13 de noviembre de 1996) es un jugador de baloncesto estadounidense. Mide 1,93 metros, y juega en la posición de escolta. Pertenece al KK Budućnost Podgorica, pero se encuentra cedido en el KK Studentski Centar de la Liga Montenegrina de Baloncesto.

## Trayectoria
Completó su formación en Estados Unidos jugando con los Wofford Terriers durante cuatro temporadas, en las que batió el récord individual de triples en la División I de la NCAA, tras superar los 504 de Travis Bader.
Tras disputar la NBA Summer League con los Milwaukee Bucks, promediando 4 puntos y 2.7 rebotes en 12 minutos por encuentro, firmó su primer contrato profesional en agosto de 2019 con el Monbus Obradoiro de la Liga ACB.
En agosto de 2020, firmó por el KK Budućnost Podgorica de la Liga Montenegrina de Baloncesto.